# Bridge of Lions
Bridge of Lions er en toklappet klapbro, der spænder over Intracoastal Waterway i Saint Augustine, Florida, USA.
29°53′35″N 81°18′29″V / 29.893°N 81.308°V